# هربرت إي. غريغوري
هربرت إي. غريغوري (بالإنجليزية: Herbert E. Gregory)‏ هو جيولوجي وجغرافي أمريكي، ولد في 15 أكتوبر 1869، وتوفي في 23 يناير 1952 في هونولولو في الولايات المتحدة.